# Chantrapas
Chantrapas è un film del 2010 diretto da Otar Ioseliani.